# Gabunsaphanidus glabrum
Gabunsaphanidus glabrum är en skalbaggsart som beskrevs av Karl Adlbauer 2006. Gabunsaphanidus glabrum ingår i släktet Gabunsaphanidus och familjen långhorningar.
Artens utbredningsområde är Gabon. Inga underarter finns listade i Catalogue of Life.